# Ваге Рудольф Супратман
Ваге Рудольф Супратман (индон. Wage Rudolf Supratman; 9 марта 1903, Центральная Ява, Голландская Ост-Индия — 17 августа 1938, Сурабая, Восточная Ява Индонезия) — видный индонезийский композитор, поэт, автор слов и музыки государственного гимна Indonesia Raya («Великая Индонезия»). Национальный герой Индонезии (с 1971).

## Биография
Родился седьмым из девяти детей военнослужащего. В 1914 году начал учиться в европейской школе, после того, как было выяснено, что он не европейского происхождения, был исключён из учебного заведения. Продолжил обучение в малайской школе. Занимался музыкой, учился играть на гитаре и скрипке. В 1919 году окончил школу, затем, педагогический колледж и университет, учительствовал.
В 1920 году был одним из основателей джазового оркестра под названием Black & White, в котором играл на скрипке. Член Ахмадийского мусульманского джамаата.
В 1933 году тяжело заболел. Умер в 1938 году.

## Творчество
28 октября 1928 года на национальном съезде молодёжи в Батавии (сейчас Джакарта) Супратман впервые исполнил свою песню Indonesia Raya («Великая Индонезия»), ставшую впоследствии государственным гимном Индонезии. Песня ознаменовала зарождение охватившего весь архипелаг национального движения, которое поддерживало идею единой Индонезии в качестве преемника Нидерландской Ост-Индии и противостояло разделению её на несколько стран.

## Память

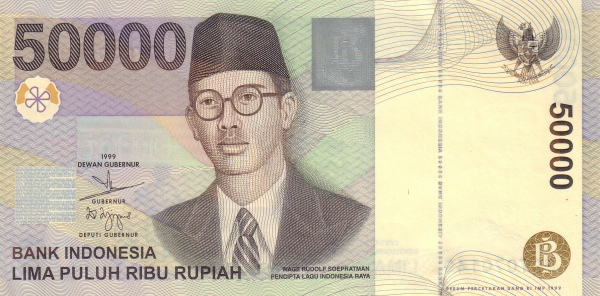
Индонезийская рупия с изображением Супратмана. 1999 г.

- В 1971 году объявлен Национальным героем Индонезии.

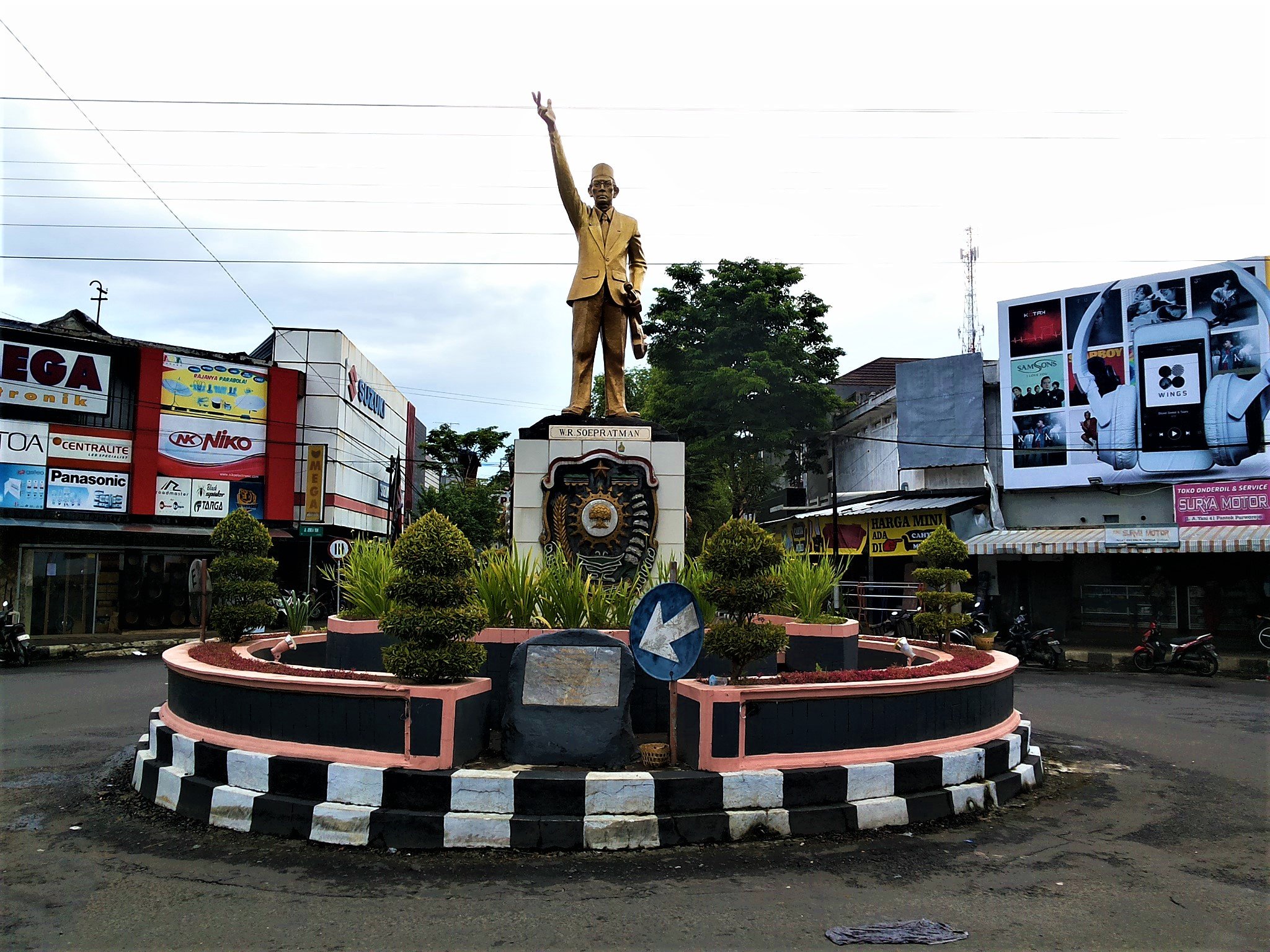
Памятник на родине Супратмана

- Имя Супратмана носят улицы и площади нескольких городов Индонезии.
- Установлен памятник.
- В 1997 году почта Индонезии выпустила марку с его изображением.
- В 1999 году изображение Супратмана было помещено на банкноту достоинством 50 000 индонезийских рупий.